# Вистарино
Вистарѝно (на италиански: Vistarino, на местен диалект: Vistarei, Вистарей) е село и община в Северна Италия, провинция Павия, регион Ломбардия. Разположено е на 72 m надморска височина. Населението на общината е 1569 души (към 2010 г.).